# ŽRK Radnički Beograd
ŽRK Radnički Beograd (serbiska: Женски рукометни клуб Раднички Београд) är en serbisk damhandbollssklubb från Belgrad, bildad 1949.

## Meriter
- Europacupmästare (nuvarande Champions League) tre gånger: 1976, 1980 och 1984
- Cupvinnarcupmästare tre gånger: 1986, 1991 och 1992
- Inhemska (jugoslaviska) mästare 14 gånger: 1972, 1973, 1975, 1976, 1977, 1978, 1979, 1980, 1981, 1982, 1983, 1984, 1986 och 1987

## Spelare i urval
- Jelena Erić (1999–2003)
- Slavica Jeremić
- Svetlana Kitić (1976–1987, och mellan cirka 2000-2001 och 2008-2009)
- Andrea Lekić (2005–2006)
- Mirjana Milenković (2000–2003)
- Natalija Mytrjuk (1989–1992)
- Svetlana Ognjenović (2001–2004)
- Bojana Radulovics (1991–1993)